# Paralaophonte hyperborea
Paralaophonte hyperborea is een eenoogkreeftjessoort uit de familie van de Laophontidae. De wetenschappelijke naam van de soort werd in 1909 voor het eerst geldig gepubliceerd door Georg Ossian Sars.